# (232923) Adalovelace
(232923) Adalovelace est un astéroïde de la ceinture principale.

## Description
(232923) Adalovelace est un astéroïde de la ceinture principale. Il fut découvert le 15 janvier 2005 à l'Observatoire Kleť par le projet KLENOT. Son nom est un hommage à Ada Lovelace, mathématicienne et pionnière en sciences informatiques. Il présente une orbite caractérisée par un demi-grand axe de 2,75 UA, une excentricité de 0,06 et une inclinaison de 1,1° par rapport à l'écliptique.

## Compléments